# Harmadik keresztes hadjárat
A harmadik keresztes hadjárat (1189–1192) a nyugati kereszténység három leghatalmasabb államának (Anjou Anglia, Capeting Franciaország, Német-római Birodalom) kísérlete volt a Szentföld visszahódítására a Jeruzsálemi Királyság hadseregének megsemmisülése és a főváros eleste után (1187). A próbálkozás részben sikerült, mivel bevettek két fontos várost, Akkót és Jaffát, és Szaladin ajjúbida szultán sok korábbi győzelmét visszájára fordították, magát Jeruzsálemet azonban nem tudták elfoglalni, márpedig ez lett volna a hadjárat legfőbb politikai és vallási célja.
A második keresztes hadjárat (1147–1149) kudarca után a zengida dinasztia uralkodott az egyesített Szírián, és harcban állt a fátimida Egyiptom kalifáival. Végül Szaladinnak sikerült uralma alá vonni mind Egyiptomot, mind Szíriát, megnövekedett politikai és katonai erejével 1187-ben diadalmaskodott a keresztes államok felett, és megszállta Jeruzsálemet. II. Henrik angol és II. Fülöp francia király viszálykodásuknak véget vetve új keresztes hadjáratra szánta el magát. Henrik 1189. július 6-án bekövetkezett halála után az angol korona fiára, Oroszlánszívű Richárdra szállt, és az angol keresztes kontingens irányítása is az ő kezébe került. Barbarossa Frigyes, az idős német császár is engedett a fegyverbe hívásnak, és nagy létszámú hadsereget vezetett át a Balkánon és Anatólián. A rúmi szeldzsuk szultanátus felett aratott győzelmek után azonban 1190. június 10-én belefulladt egy folyóba, és nem érhetett el a Szentföldre. Halála nagy elkeseredést váltott ki a német keresztesek között, a legtöbbjük visszafordult, és hazament.
Miután az egyesült keresztes had kiverte a muszlimokat Akkóból, Fülöp – akárcsak a megmaradt német kontingens parancsnoka, V. Lipót osztrák herceg – 1191 augusztusában elhagyta a Szentföldet. 1192. szeptember 2-án Richárd és Szaladin megkötötte a jaffai egyezményt, amelynek értelmében Jeruzsálem muszlim fennhatóság alatt maradt, de fegyvertelen keresztény zarándokok és kereskedők szabadon látogathatták a várost. Richárd 1192. október 9-én utazott el Palesztinából. A harmadik keresztes hadjárat részsikerei lehetővé tették, hogy Cipruson és a szíriai partvidéken továbbra is keresztény államalakulatok működjenek.
Jeruzsálem elfoglalásának kudarca váltotta ki a negyedik keresztes hadjáratot (1202–1204), ám az európaiaknak csupán a hatodik keresztes hadjárat során, 1229-ben sikerült rövid időre visszanyerni a fennhatóságot a főváros felett.

## Az előzmények

A keresztes államok a hadjárat kezdetén

IV. Balduin jeruzsálemi király 1185-ben bekövetkezett halála után unokaöccse, V. Balduin vette át az uralkodást, akit nagybátyja már 1183-ban társkirállyá koronázott. III. Rajmund tripoliszi gróf lett a régens a gyermekkorú V. Balduin mellett. 1186-ban azonban V. Balduin is meghalt, mielőtt betöltötte volna kilencedik esztendejét, és anyja, IV. Balduin nővére, Szibilla hercegnő, valamint férje, Lusignan Guidó követte a trónon. Szibilláék szövetségese, Châtillon Rajnald, Oultrejourdain ura rátámadt egy Egyiptomból Szíriába tartó gazdag tevekaravánra, a kereskedőket bebörtönözte, és ezzel megszegte a Jeruzsálemi Királyság és Szaladin között fennálló fegyverszünetet. Szaladin követelte, hogy szolgáltassák vissza a foglyokat és rakományukat. Guidó király azonban hiába kérte Rajnaldot, hogy teljesítse a szultán ultimátumát.
Châtillon Rajnaldnak nem ez volt az első erőszakos cselekedete, de ez szolgáltatott ürügyet Szaladinnak arra, hogy megtámadja a Jeruzsálemi Királyságot: 1187-ben ostrom alá vette Tibériás városát. Tripoliszi Rajmund, a város ura türelmet javasolt ugyan, de Guidó király Rajnald ösztönzésére összegyűjtötte hadát, és megindult a Tibériás melletti Hattín felé. A szárazságtól és vízhiánytól szenvedő jeruzsálemi haderő összecsapott Szaladin seregével, és jóformán teljesen megsemmisült a hattíni ütközetben (1187. július).
A foglyul ejtett Guidót és Rajnaldot Szaladin sátrába vitték, ahol a királyt hűtött vízzel kínálták. Guidó továbbadta a kupát Rajnaldnak. Mivel Rajnald a vizet Guidótól, és nem közvetlenül Szaladintól kapta, az utóbbinak nem kellett kiterjesztenie a vendégbarátságot az álnok Rajnaldra (ellenkező esetben a szokás azt diktálta, hogy kíméljék meg az életét). Amikor Rajnald átvette Guidótól a kupát, a szultán így szólt: „te adtál neki italt, nem én”, és lecsapta Rajnald fejét, ahogy már évekkel korábban megfogadta. Guidó királyt Damaszkuszba küldette, és később váltságdíj fejében szabadon bocsátotta.
1187 végére Szaladin bevette Akkót és Jeruzsálemet. Állítólag III. Orbán pápa belehalt a sokkba, amikor 1187 októberében hírét vette a megsemmisítő hattíni vereségnek.
VIII. Gergely, az új pápa Audita tremendi kezdetű bullájában (1187. október 29.) az európai keresztények bűneinek megtorlásaként értelmezte Jeruzsálem elestét, és új keresztes hadjáratot hirdetett.

## Barbarossa Frigyes hadjárata
Frigyes hadjárata „az addigi legaprólékosabban tervezett és szervezett vállalkozás” volt. A császár hatvanhat évesen vágott neki az útnak. Két korabeli beszámoló maradt fenn az expedíciójáról: a Historia de expeditione Friderici imperatoris („Frigyes császár hadjáratának története”) és a Historia peregrinorum („A zarándokok története”).

### A kereszt felvétele

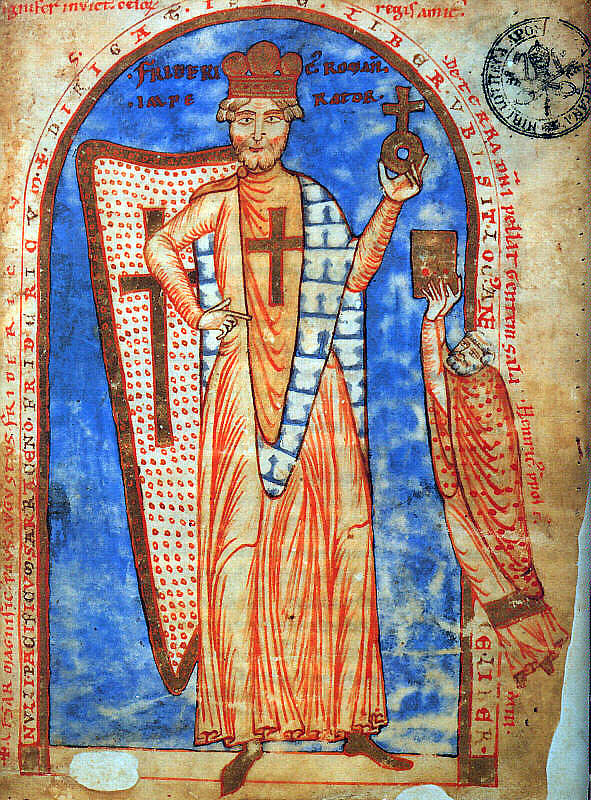
Barbarossa mint keresztes

1187. október 27-én, alig három héttel Jeruzsálem elfoglalása után VIII. Gergely körlevelet küldött a német episzkopátusnak, amelyben beszámolt pápává választásáról, és utasította a püspököket, hogy bírják rá a német nemességet az új keresztes hadjáratra. November 23. táján Frigyes leveleket kapott a keresztes államok uraitól, amelyben arra buzdították, hogy siessen segítségükre.
November 11-én Marcyi Henriket, Albano bíboros érsekét a pápa megbízta, hogy hirdessen keresztes hadjáratot Németországban. Henrik strasbourgi püspökkel szentbeszédet tartott Frigyes és a strasbourgi gyülekezet előtt. A városban ötszáz lovag nyomban felvette a keresztet, de Frigyes egyelőre halogatta a dolgot, Fülöp kölni érsekkel való konfliktusára hivatkozva. Mindenesetre követeket küldött Fülöp Ágost francia királyhoz, aki akkoriban a szövetségese volt, és a kereszt felvételére biztatta. December 25-én a két uralkodó személyesen is találkozott Ivois és Mouzon határán, Marcyi Henrik és Jósiás türoszi érsek jelenlétében, de Frigyesnek nem sikerült rábírnia Fülöpöt a hadjárat megindítására, mert a francia király éppen háborúban állt Angliával.
1188. március 27-én Frigyes birodalmi gyűlést tartott Mainzban, amelyet célja után „Krisztus tanácsülésének” nevezett, mondván, nem ő, hanem maga Jézus elnököl rajta. A kölni érsek meghódolt előtte, s ezzel béke lett a birodalomban. Gottfried würzburgi püspök tartotta a keresztes prédikációt, és Frigyes az egybegyűltek kérésére felvette a keresztet. Példáját követte fia, VI. Frigyes sváb herceg, Frigyes cseh fejedelem (ő azonban a hadjárat kezdete előtt meghalt), V. Lipót osztrák herceg, III. Lajos türingiai tartománygróf és más főnemesek.
Miután felvette a keresztet, Frigyes a pápa utasításának megfelelően meghirdette az „általános hadjáratot a pogányok ellen”. 1188. április 17. és 1189. április 8. közöttre jelölte ki a felkészülés időszakát, és elrendelte, hogy a hadsereg 1189. április 23-ára, Szent György napjára gyűljön össze Regensburgban. Megakadályozandó, hogy a had fegyelmezetlen csőcselékké zülljön, minden résztvevőnek legalább három márkát kellett magával vinnie, amiből abban a korban egy ember két évig fenntarthatta magát. Ahogyan az Itinerarium regis Ricardi fogalmaz: a Nyugat leghatalmasabb uralkodója „átvette a keresztény világ ügyeinek kezelését”.

### A zsidók megoltalmazása
Frigyes Strasbourgban kisebb adót rótt ki a németországi zsidó közösségre, hogy a hadjárat költségeit előteremtse. A zsidóságot személyes oltalma alá vette, és megtiltotta, hogy bárki a zsidók ellen prédikáljon, az első és a második keresztes hadjáratot ugyanis féktelen zsidóellenes erőszakhullám kísérte Németország-szerte. (A harmadik hadjárat során azután inkább Angliában történtek tömegmészárlások.) Frigyes végül sikeresen megakadályozta az atrocitások megismétlődését.
1188. január 29-én a csőcselék betört a mainzi zsidónegyedbe, és sok lakos Münzenberg császári várába menekült. További incidensekre került sor márciusban, a „Krisztus tanácsülése” idején. A mainzi Moses ha-Cohen rabbi szerint kisebb incidensek szinte azonnal kitörtek, amint a résztvevők érkezni kezdtek a birodalmi gyűlésre. Március 26-án a csőcselék behatolt a zsidónegyedbe, de Kaldeni Henrik birodalmi marsall szétzavarta őket. A rabbi találkozót kért a császártól, minek eredményeképpen Frigyes ediktumban tiltotta meg, és megcsonkítást vagy kivégzést helyezett kilátásba a zsidók bántalmazása vagy meggyilkolása esetére. Március 29-én Frigyes és a rabbi együtt lovagolt végig az utcákon, jelezve, hogy a zsidóság az uralkodó oltalma alatt áll. A januárban elmenekült zsidók április végére visszatértek a városba.

### Diplomáciai előkészületek
A strasbourgi gyűlés után Frigyes követeket küldött előre, hogy útjának zavartalanságát biztosítsák: Konrád mainzi érsek Magyarországra, Wiesenbachi Gottfried II. Kilidzs Arszlánhoz, a rúmi szultanátusba, egy ismeretlen nevű legátus pedig a Bizánci Birodalomba ment. Lehetséges, hogy I. Leó örmény király udvarába is érkeztek megbízottak.
Mivel Frigyes még 1175-ben barátsági szerződést írt alá Szaladinnal, szükségét érezte, hogy értesítse a szultánt az egyezség felbontásáról. 1188. május 26-án II. Henrik dietzi gróf útján ultimátumot nyújtott be Szaladinnak. Megparancsolta a szultánnak, hogy vonuljon vissza a megszállt területekről, szolgáltassa vissza a szent keresztet a Szent Sír-templomnak, és fizessen kárpótlást a hódításai során meggyilkolt keresztényekért, különben ő, Frigyes felrúgja a szerződésüket.
1188 karácsonya után pár nappal Frigyes magyar, bizánci, szerb, szeldzsuk, sőt talán ajjúbida követeket is fogadott Nürnbergben. A magyarok és a szeldzsukok megígérték, hogy élelmet és szabad átvonulást biztosítanak a keresztes seregnek. Nemanja István szerb fejedelem követe közölte, hogy a fejedelem fogadni fogja Frigyest nisszai udvarában. Kamaterósz János bizánci követtel is megegyeztek, de Gottfried würzburgi püspöknek, Sváb Frigyesnek és Ausztriai Lipótnak esküt kellett tennie, hogy a keresztesek fegyelmezetten fognak viselkedni. Hermann münsteri püspököt, III. Rupert nassaui grófot és Markward von Neuenburg birodalmi kancellárt nagy kísérettel előreküldték, hogy tegyék meg az előkészületeket Bizáncban.

### A hadsereg összegyűjtése
1187 decemberében, a strasbourgi gyűlésen Gottfried würzburgi püspök arra biztatta Frigyest, hogy ne szárazföldi, hanem tengeri úton szállítsa át hadseregét a Szentföldre. Frigyes elutasította a kérést, III. Kelemen pápa pedig egyenesen utasította Gottfriedot, hogy többé ne hozza szóba a dolgot. Végül sok német így sem Regensburgba ment, hanem Szicíliába, azt remélve, hogy a saját erejükből is áthajózhatnak Palesztinába. Frigyes levelet küldött II. Vilmos szicíliai királynak, amelyben arra kérte, hogy akadályozza meg az ilyen próbálkozásokat. Lehet, hogy a császár és a pápa attól tartott, Szaladin nemsokára az összes tengeri kikötővárost elfoglalja.
A három uralkodó közül Frigyes vágott neki elsőként a szentföldi útnak. 1189. április 15-én Hagenauban szimbolikusan átvette a zarándokbotot és -tarisznyát. Valamikor május 7. és 11. között érkezett meg Regensburgba. A hadsereg május 1-jén kezdett gyülekezni. A császár állítólag csalódott volt a kis haderő láttán, amely fogadta, s csak azért nem állította le az egész vállalkozást, mert megtudta, hogy egy nemzetközi had már előrevonult a magyar határhoz, ott várja a birodalmi sereg érkezését.
Frigyes 1189. május 11-én indult el egy 12–15 000-es had élén, amelyből 2–4000-en voltak lovagok. A korabeli krónikák különféle létszámokat adnak meg 10 000-től a 600 000-ig, 4000-től a 20 000 lovagig. A Németországból való elindulás után csatlakozott hozzájuk egy 2000 fős magyar kontingens Géza hercegnek, III. Béla öccsének és Csák Ugrin püspöknek, későbbi esztergomi érseknek a vezetésével. Béla ezt a különítményt Drinápolyból visszaparancsolta, de az Itinerarium szerint három ispán több vitézzel együtt ott maradt, sőt egészen Akkóig eljutott, ám ott az ostrom után, 1191. augusztus 20. körül csetepatéba keveredtek a törökökkel, akik Miklós nevű ispánjukat elhurcolták. Utóbb két birodalmi kontingenssel, a burgundiaival és a lotaringiaival egészült ki a sereg. A haderő, amellyel Frigyes muszlim területre érkezett, valószínűleg jóval nagyobb volt, mint amelyikkel Németországból elindult.

### Az út

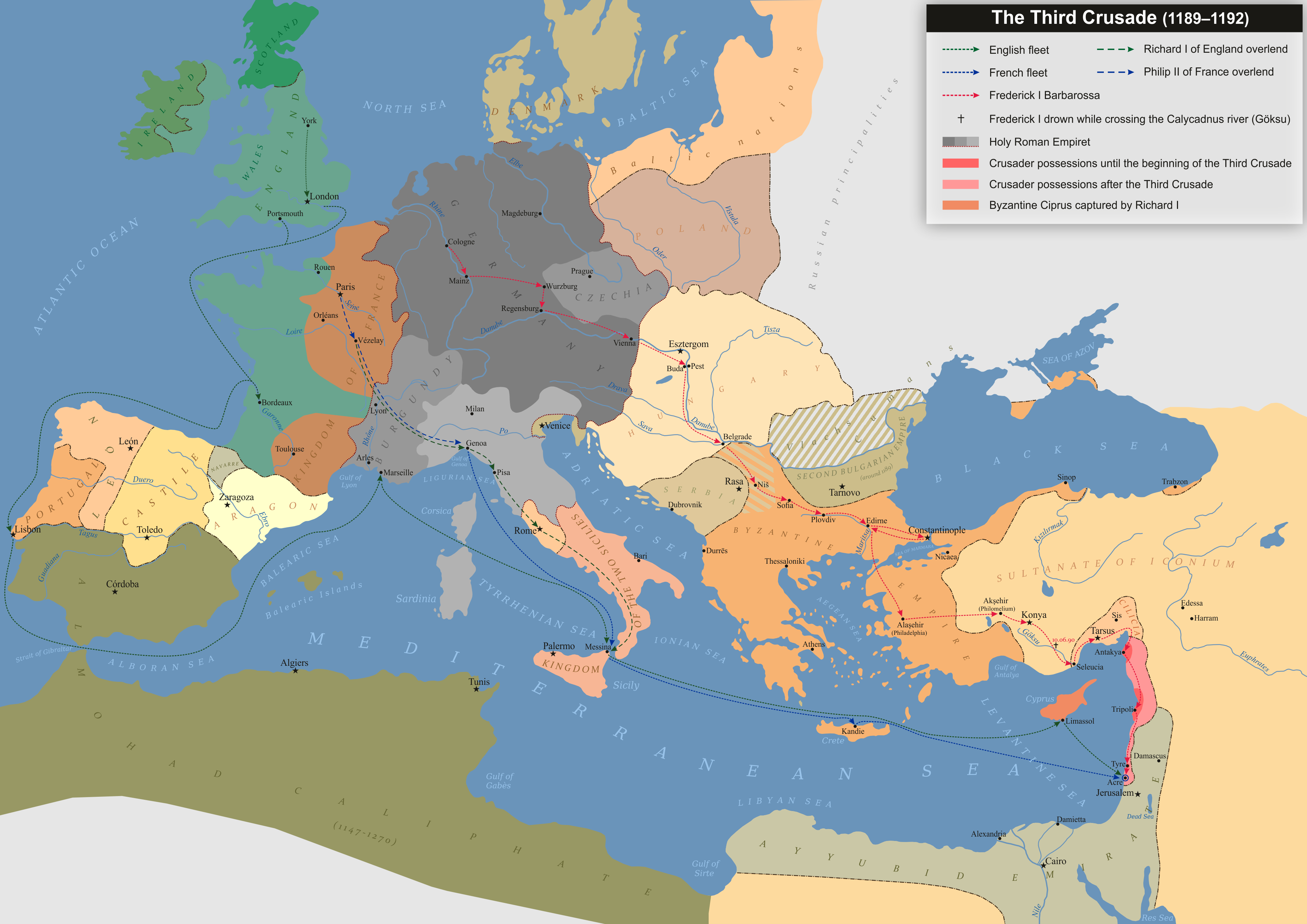
A harmadik keresztes hadjárat

#### Magyarország
Frigyes és vezérkara 1189. május 11-én a Dunán indult el Regensburgból, a sereg azonban szárazföldön vonult a magyar határhoz. A császár május 16-án elrendelte Mauthausen falu felperzselését, mert útvámot rótt ki a hadseregére. Bécsben különféle kihágások miatt ötszáz katonáját elbocsátotta. A pünkösdöt május 28-án a Pozsonnyal szembeni táborában ünnepelte meg. Négy napig pihent itt, közben rendeletet adott ki a fegyelmezett viselkedésről „a gonosztevők ellen”, ahogyan az egyik krónika fogalmaz. A rendelet elérte a célját.
Pozsonytól magyar küldöttek kísérték őket Esztergomhoz, ahol június 4-én III. Béla fogadta a császárt. Hajókat, bort, kenyeret, árpát bocsátott a hadsereg rendelkezésére. Frigyes négy napig maradt Esztergomban. A magyar király egészen a bizánci határig, Belgrádig velük tartott. A Dráván és a Tiszán való átkeléskor sor került incidensekre, de a Száván, június 28-án már közjátékok nélkül keltek át. Belgrádban Frigyes lovagi tornát rendezett, fogadást adott, összeíratta a sereget, és levélben értesítette II. Izsákot, hogy bizánci területre lépett.

#### A Bizánci Birodalom

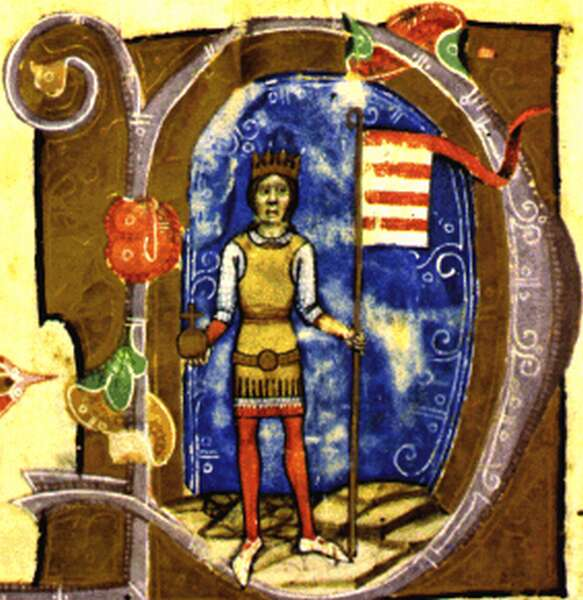
III. Béla ábrázolása a Képes krónikában

A sereg, még mindig Béla kíséretében, július 1-jén indult tovább Belgrádból, átkelt a Moraván, és Branicsevó felé vonult: ez volt a bizánci közigazgatás helyi központja, mióta Belgrádot a szerb harcok meglehetősen letarolták. A közigazgatás élén a doux állt. Branicsevónál III. Béla visszafordult Magyarország felé. Társzekereket ajándékozott a kereszteseknek, azok pedig visszaadták a hajóit, mert onnan már nem használhatták a Dunát.
A burgundiai kontingens és egy metzi Branicsevónál érte be a hadsereget. A doux nyolcnapi élelmet bocsátott a rendelkezésükre. A megnövekedett had, egy magyar különítményt is beleértve, július 11-én masírozott tovább a Konstantinápolyba vezető Via Militarison. Vonulás közben folyamatos haramiatámadásoknak voltak kitéve. A források szerint néhány elfogott haramia azt vallotta, a branicsevói doux parancsára cselekednek.
Július 25-én Frigyes Csuprijába érkezett, itt vette hírét, hogy a lotaringiai kontingens már Magyarországon jár. Innentől kezdődtek a kapcsolattartási problémák Frigyes és Izsák között. Frigyes követei Konstantinápolyba értek, de Izsák éppen a lázadó Philadelphiát ostromolta. Kamaterosz János értesítette a német császárt, hogy Szófiában szabad piac fog rendelkezésére állni.
Július 27-én Nemanja István nagy pompával fogadta Frigyest Nisszában. A szerb fejedelem azt szerette volna, ha Frigyes vazallusává fogadja, és elismeri fennhatóságát a Bizánctól elhódított területeken, de a német császár nem akart konfliktusba keveredni Izsákkal. Frigyes ugyancsak támogatási ajánlatot kapott II. Péter bolgár cártól, de ő ezt a szövetséget is elutasította. Hiába vigyázott azonban, hogy ne keveredjen bele a balkáni hatalmi politikába, a nisszai eseményeket a bizánciak ellenségesnek minősítették.
Mielőtt Nisszát elhagyták volna, Frigyes prédikációt mondatott Gottfried würzburgi püspökkel a fegyelem és a békesség megtartásának fontosságáról. A hadsereget átszervezte, és négy részre osztotta, mert tudta, hogy a határozottabban bizánci fennhatóság alatt álló területekre érkezve barátságtalanabb fogadtatásra számíthat. A svábokból és bajorokból álló előhadat a sváb herceg parancsnoksága alá rendelte. A második egység a magyar és cseh kontingensekből állt, saját parancsnokaikkal. A harmadikat Berthold, Meránia hercege irányította. A negyedik Frigyes saját egysége volt, ezt távollétében Nassaui Rupert vezényelte.
A keresztesek július 30-án hagyták el Nisszát, és augusztus 13-án érkeztek meg Szófiába. A város gyakorlatilag kiürült. Se bizánci küldöttség, se piac nem fogadta őket. Másnap továbbmentek, közben a lotaringiai kontingens is utolérte a sereget. A Traianus kapuja nevű hágót egy ötszáz főből álló bizánci csapat állta el előlük. Passaui Diepold szerint Frigyes felderítőit megpillantva visszahúzódtak, Ansbert szerint azonban csak akkor hátráltak meg, amikor Frigyes és néhány lovagja rájuk rontott. Augusztus 20-án Pazardzsik alá ért a had, ahol bőséges készletekhez jutottak.
Izsák titokban szövetséget akart kötni Szaladinnal: felajánlotta, hogy akadályozni fogja a sereg útját, cserébe azt kérte, hogy a szultán szavatolja birodalma biztonságát. Attól való félelmében, hogy a Rőtszakállú letaszítja a trónjáról, megparancsolta, hogy hadereje Kamützész Manuél vezetésével kövesse és zaklassa a keresztes sereget, támadja meg élelembeszerző különítményeit. 1189. november 22. körül Kamützész mintegy kétezer lovassal lest vetett egy német hadtáposztagnak Philippopolisz mellett, ahol Frigyes megszállt. Egy közeli erőd örmény lakosai értesítették erről a császárt, mire a németek ötezer lovassal rátámadtak Kamützész csapatára, és megfutamították. Khoniatész Nikétasz bizánci történész szemtanú-beszámolójában azt írja, a bizánciak egészen Ohridig futottak, maga Kamützész pedig csak három nappal a csata után csatlakozott különítményéhez.
A németek hat hónapon át kénytelenek voltak Trákiában vesztegelni, mivel a bizánciak nem engedték át őket a Boszporuszon.

#### Török területek

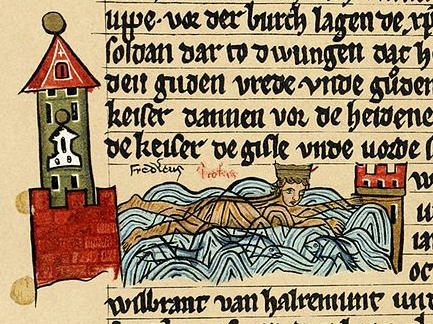
Barbarossa halála

Anatóliába érve Frigyes ígéretet kapott a rúmi török szultanátustól, hogy biztonságban átkelhet a vidéken, ehelyett állandó török rajtaütésekkel kellett szembenéznie. A philomélioni csatában egy 10 000-es létszámú török sereget legyőzött kétezer keresztes, kb. 4–5000 török harcos esett el. A folytatódó támadások után Frigyes úgy döntött, elfoglalja a török fővárost, Ikoniont, hogy onnan egészítse ki jószágállományát és élelemkészletét. Az ütközetben a törökök vereséget szenvedtek, a németek kifosztották a várost, és mintegy háromezer török katonát megöltek.
1190. június 10-én a Szalef folyón való átkelés közben Frigyes lova megcsúszott, a császár a sziklákra zuhant, és megfulladt; más beszámolók szerint át akart úszni a folyón, de a hideg vízben szívszélhűdést kapott. Ezután seregének nagy része hazavitorlázott Németországba. A császár fia, Sváb Frigyes mintegy ötezer emberével ért Antiochia alá. Itt a császár testéről lefőzték és a Szent Péter-katedrálisban temették el a húst, csontjait pedig zsákba tették, hogy folytathassa a hadjáratot. Antiochiában egy járvány következtében sok német meghalt, és Sváb Frigyesnek rokonát, Montferrati Konrádot kellett megkérnie, hogy vezesse el őket Akkóba. A császár csontjait útközben Türoszban elföldelték. A birodalmi hadsereg nem érte el célját, nem hódította vissza Jeruzsálemet, de elfoglalta a szeldzsuk szultanátus fővárosát, és súlyos csapásokat mért a török erőkre: közel 10 000 török katona hullott el az ellenük vívott rajtaütésekben és csatákban.

## Richárd és Fülöp hadjárata
II. Henrik angol és II. Fülöp francia király Gisors-nál megegyezett háborúskodásuk befejezéséről, és 1188 januárjában mindketten felvették a keresztet. Mindkét uralkodó kivetette a „Szaladin-adót” a vállalkozás finanszírozására. (A német birodalomban nem szedtek ilyen tizedet.) Exeteri Balduin, a canterburyi érsek végigjárta Walest, és háromezer fegyverest sikerült a kereszt alá szólítania, amint azt Walesi Gellért korabeli történetíró feljegyezte.

### Az út
II. Henrik 1189. július 6-án meghalt. Fia, Richárd követte a trónon, aki azonnal hozzákezdett a hadjárathoz szükséges pénzalapok előteremtéséhez. Alattvalóinak csoportjai máris több hullámban útnak indultak a Szentföld felé a Földközi-tengeren át. Néhány ilyen csoport csatlakozott egyes német és francia erőkhöz, és 1189 nyarán bevette Silves mór városát az Ibériai-félszigeten. 1190 áprilisában Richárd flottája is vitorlát bontott Dartmouthban Camville-i Richárd és Sabléi Róbert irányítása alatt: Marseille-ben kellett beérniük királyukat. A flotta egy része segített I. Sancho portugál királynak visszaverni az almohád ellentámadást Santarémnél és a közeli Torres Novasnál, egy másik csoport pedig kifosztotta Lisszabon keresztény városát; a portugál uralkodónak kellett kivernie onnan. II. Fülöp és Richárd 1190 júniusában vette át a zarándokbotot és -tarisznyát, előbbi a Saint-Denis-székesegyházban, utóbbi Tours-ban, majd Vézelaynél találkoztak, és július 4-én elindultak Lyon felé, ahol szétváltak azzal, hogy Szicíliában újra találkoznak. Richárd nyolcszáz fős kíséretével Marseille-be, Fülöp pedig Genovába vonult. Mivel a flottája még nem érkezett meg, Richárd hajókat bérelt, és augusztus 7-én elindult Szicília felé, útközben több itáliai várost is felkeresve. Szeptember 23-án futott be Messinába. Fülöp kibérelt egy genovai flottát, hogy Szicília érintésével a Szentföldre szállíttassa a hadseregét, amely hatszázötven lovagból, 1300 lóból és 1300 fegyvernökből állt.
II. Vilmos szicíliai király az előző évben meghalt, és Leccei Tankréd vette át az uralmat, aki bebörtönözte Vilmos özvegyét, egyben Richárd húgát, Angliai Johannát. Richárd október 4-én lerohanta Messinát, és kiszabadította húgát. Richárd és Fülöp összetűzött előbbi tervbe vett házassága miatt, Richárd ugyanis úgy döntött, Navarrai Berengáriát veszi feleségül, és felbontja rég tartó jegyességét Fülöp féltestvérével, Franciaországi Adéllal. Fülöp 1191. március 30-án elindult a Közel-Keletre, áprilisban Türoszba érkezett, majd 20-án csatlakozott az Akkót ostromló jeruzsálemi erőkhöz. Richárd csak április 10-én indult tovább.
Alighogy elhajózott Szicíliából, Richárd száznyolcvan hajóból és harminckilenc gályából álló armadája erős viharba került. Több hajója zátonyra futott, köztük az is, amely Johannát, menyasszonyát, Berengáriát és a hadjáratra felhalmozott kincsek jó részét szállította. Mint hamarosan kiderült, a kincsekre Komnénosz Izsák ciprusi uralkodó tette rá a kezét. A nőknek nem esett bajuk. Richárd május 6-án érkezett meg Limassolba, ahol fogadta Lusignan Guidó jeruzsálemi királyt, és feleségül vette Berengáriát. Izsák közben famagustai erődjébe vette be magát, és szíveslátási fogadalmát megszegve utasította Richárdot, hogy hagyja el a szigetét. Richárd válasza az volt, hogy pár nap alatt lerohanta Ciprust, és május végén hajózott tovább.

### Akkó ostroma

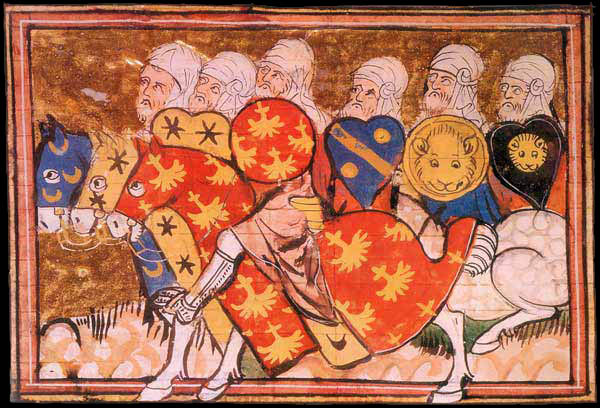
Szaladin katonái

Szaladin 1189-ben bocsátotta szabadon Guidó királyt. Guidó először a türoszi keresztény erők felett akarta átvenni a parancsnokságot, de itt a Konstantinápolyból nemrég érkezett Montferrati Konrád észak-itáliai őrgróf ellenállásába ütközött, aki addig sikeresen megvédte a várost a szaracén rohamoktól. Innen Akkó gazdag kikötővárosához masírozott azzal a csekély számú haddal, amit össze tudott toborozni (leginkább a hattíni csata után Tripoliszba menekülő, illetve a szaracén fogságból szabadulva itt összeverődő lovagok és fegyveresek közül), és ostromolni kezdte. Ebben segítségére voltak az itáliai városállamok folyamatosan érkező csapatai is. Hiába növekedett meg azonban az ostromló haderő, sokáig nem tudtak mit kezdeni a város védőivel és Szaladin felmentő seregével, amely kívülről fogta ostromgyűrűbe az ostromlókat. 1190 őszén a szabadban táborozó keresztény hadat sújtó számos járvány egyike elragadta Szibilla királynőt és két kislányát. Guidó, noha csak házassága révén volt király, továbbra is ragaszkodott a koronához, pedig most már Szibilla féltestvére, Izabella számított jogos örökösnek. Izabellát a Guidó-ellenes bárók elválasztatták férjétől, IV. Toroni Henfridtől, és hozzáadták a trónra alkalmasabbnak ítélt jelöltjükhöz, Montferrati Konrádhoz.
1190–1191 telén további járványok (dizentéria, lázbetegségek) tizedelték a keresztes tábort, meghalt Sváb Henrik, Heraclius jeruzsálemi pátriárka, Balduin canterburyi érsek és V. Theobald blois-i gróf. Tavasszal, a hajózási idény kezdetén megérkezett hadával V. Lipót osztrák herceg, és átvette a parancsnokságot a maradék német erők felett. Április 20-án Fülöp is befutott csapataival Szicíliából. Szintén csatlakozott az ostromló hadhoz I. Leó örmény király és kontingense.

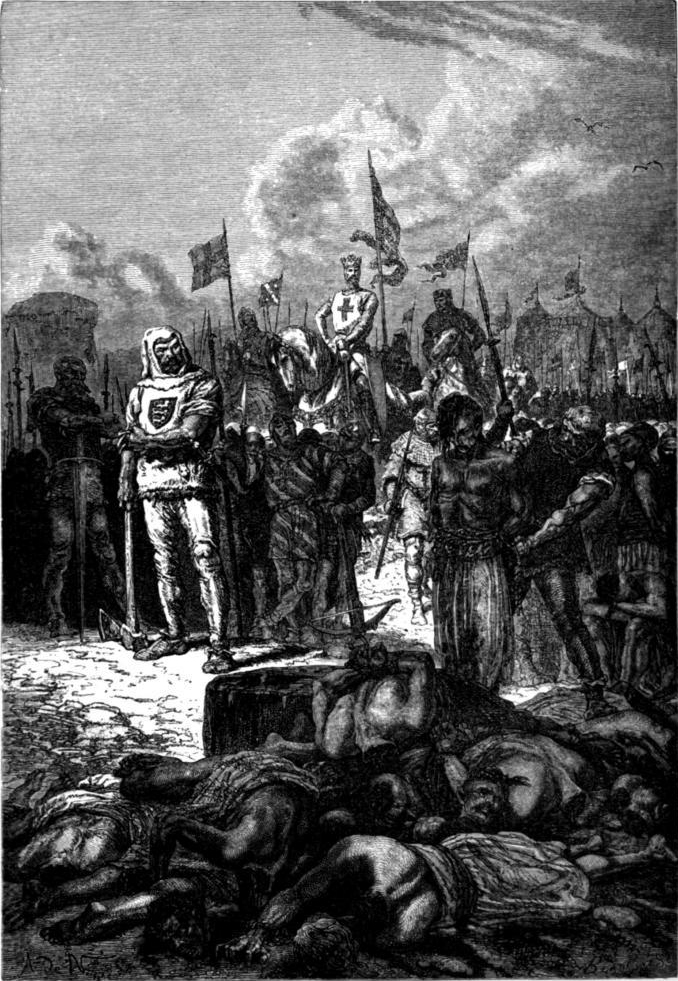
A foglyok lefejezése

Richárd 1191. június 8-án ért Akkó alá, és rögtön hozzálátott a nagy erejű ostromgépek építéséhez. Ibn al-Aszír kommentárja szerint: „Személyében páratlan katasztrófa sújtotta a muszlimokat”. A város két év után, július 12-én elesett. Richárd, Fülöp és Lipót összemarakodott a zsákmányon. Richárd lehajította a városfalról az övé és Fülöpé mellé kitűzött német zászlót, vérig sértve ezzel Lipótot. A jeruzsálemi trónkövetelők közül Richárd nominális hűbéresét, az aquitaniai (poitou-i) származású Guidót támogatta, Fülöp és Lipót viszont rokonukat, Konrádot. Végül az a döntés született, hogy Guidó a haláláig uralkodhat, utána azonban Konrádra és leszármazottaira száll a korona. A Richárddal szemben egyre ellenségesebb (ráadásul betegeskedő) Fülöp, valamint V. Lipót augusztusban haderejével együtt elhagyta a Szentföldet, bár Fülöp továbbra is ott állomásoztatott hétezer francia keresztest, és ötezer márkát adott a zsoldjuk kifizetésére.

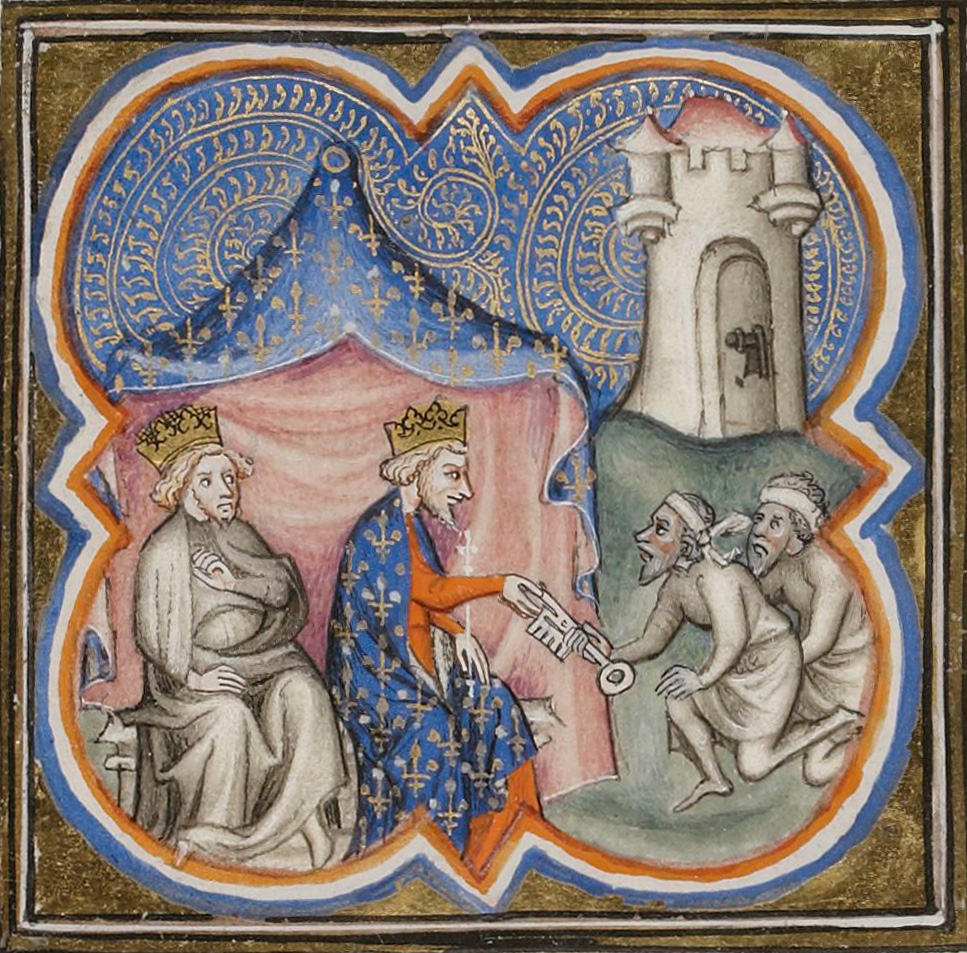
Richárd és Fülöp fogadja Akkó megadását

1191. június 18-án Richárd hírvivőt küldött Szaladinhoz, és személyes találkozót kért. Szaladin ezt elutasította, mondván, a királyok csak akkor találkoznak, ha a szerződés feltételeiről már megállapodtak, „utána pedig nem illik hadat viselniük egymás ellen”. Így a király és a szultán sohasem találkozott egymással, bár Richárd többször is megbeszélést folytatott Szaladin öccsével, al-Ádillal. Arról viszont Szaladin szeretett volna megegyezni az angol uralkodóval, hogy bocsássa szabadon Akkó muszlim helyőrségét, a feleségekkel és gyerekekkel együtt. A tárgyalások elhúzódtak, a szultán taktikázott, és nem tudta vagy nem akarta egyszerre előteremteni sem a váltságdíjat, sem a cserébe felajánlott keresztény foglyokat, sem a „szent keresztet”. Richárd megelégelte a dolgot, kiterelt a város elé körülbelül 2700 muszlim rabot, és a szaracén hadsereg szeme láttára, amely sikertelenül próbált közbeavatkozni, lefejeztette őket. Szaladin válaszul mind az 1000–1500 keresztény foglyát kivégeztette.

### Az arszúfi csata

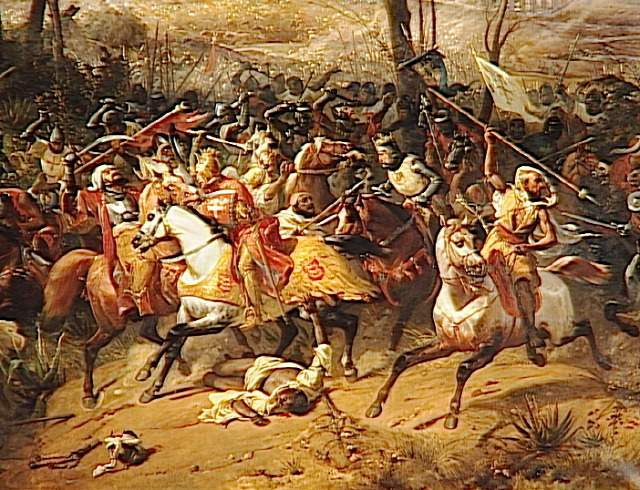
Az arszúfi csata. Eloi Firmin Feron (1802–1876) festménye

Akkó bevétele után Richárd Jaffa felé vonult tovább, ennek a városnak az elfoglalása ugyanis nélkülözhetetlen volt magának Jeruzsálemnek a felszabadításához. Szaladin fegyveres ereje párhuzamos úton végigkísérte és folyamatosan zaklatta a keresztes hadat, amelyet, miután áthaladt az arszúfi erdőn, 1191. szeptember 7-én ütközetre is kényszerített, Jaffától 50 kilométerre északra. A korábbi zaklatásokkal és rajtaütésekkel nem sikerült ugyan szétzilálnia Richárd seregét, de itt az utóvéd szerepét betöltő johannita egység kitört az alakzatból, és rátámadt Szaladin jobbszárnyára. Richárd, menteni, ami menthető, általános támadást rendelt el, és győzelmet aratott. Fontos győzelem volt. A muszlim hadsereg nem semmisült meg, de 7000 embert vesztett és megfutamodott; Szaladin megszégyenült, a keresztesek reputációja pedig megnövekedett. Kiderült, hogy Szaladin nem legyőzhetetlen, Richárd pedig bebizonyította, hogy nemcsak bátor és kiemelkedő harcos, de tehetséges hadvezér is. Ezek után elfoglalta Jaffát, a Jeruzsálemhez legközelebb eső kikötővárost és a főváros birtoklásához feltétlenül szükséges stratégiai pontot. Azzal, hogy megfosztotta Szaladint a tengerparti pozícióktól, Richárd most már közvetlenül Jeruzsálemet fenyegette.

### Jeruzsálem felé

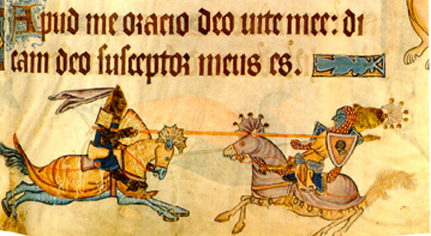
Richárd és Szaladin (képzeletbeli) párviadala

Az arszúfi és jaffai győzelem után Richárd Jaffában ütötte fel főhadiszállását. Megint tárgyalást ajánlott Szaladinnak, aki azonban ismét az öccsét, al-Ádilt (a frankok szóhasználatában Szafadint) küldte el hozzá. A tárgyalások kudarcot vallottak, pedig Richárd még azt is felajánlotta, hogy al-Ádil vegye feleségül a húgát, Johannát. Richárd ezek után megindult Askalon felé, amelyet azonban Szaladin előrelátóan földig rombolt.
1191 novemberében a keresztes hadsereg vonulni kezdett Jeruzsálem felé. Szaladin december 12-én emírjei nyomásának engedve nagyrészt feloszlatta szokatlanul régóta fegyverben álló hadát. Richárd erről értesülve még inkább előrenyomult, és a karácsonyt már Latrunban töltötte, amely mindössze huszonöt kilométerre esett Jeruzsálemtől. Innen 1192. január 3-án továbbvonult Beit Nubába, megtéve még hét kilométert. Jeruzsálem helyőrségének és lakosságának morálja ekkor már olyan alacsonyan állt, hogy Richárd valószínűleg könnyen elfoglalhatta volna, ám a rendkívül rossz időjárás, a hideg esők és jégverések, meg az attól való félelem, hogy Szaladin hátba támadhatná, arra kényszerítette a keresztes hadat, hogy visszahúzódjon a tengerpartra.

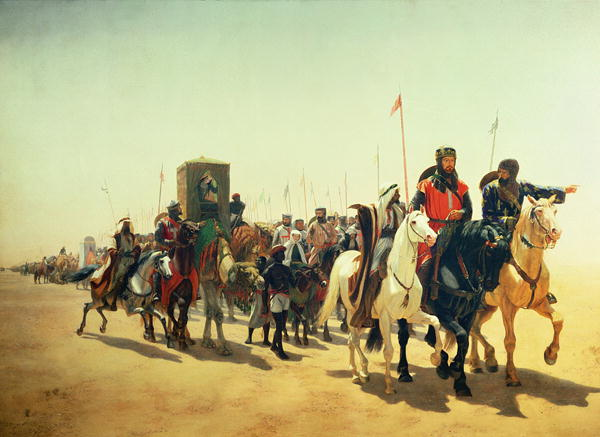
Richárd úton Jeruzsálembe. James William Glass festménye 1850 körül.

Richárd ekkor felszólította Montferrati Konrádot, hogy csatlakozzon a hadjárathoz, de Konrád visszautasította, arra hivatkozva, hogy az angol király az ő ellenlábasának, Guidónak a szövetségese. Titkon Konrád is tárgyalásokat folytatott Szaladinnal, mert attól tartott, Richárd elveszi tőle és Guidó kezére adja Türoszt. Áprilisban aztán Richárd kénytelen volt elismerni Konrádot Jeruzsálem királyának, miután a korábbi megegyezést felrúgva az országbárók uralkodójukká választották. Guidó egyetlen szavazatot sem kapott; Richárd kárpótlásul eladta neki a meghódított Ciprust. Konrádot azonban, még mielőtt megkoronázhatták volna, 1192. április 28-án Türosz egyik sötét utcáján leszúrta két aszaszin. Özvegyét, Izabella királynőt (aki Konrád gyermekével volt viselős) alig nyolc nappal később feleségül adták Champagne-i Henrikhez, Jeruzsálem következő királyához. Legtöbben azt gyanították, hogy az orgyilkosokat Richárd bérelte fel, bár voltak, akik Izabella boldogtalan első férjét, Toroni Henfridet vádolták. Ernoul krónikája egyszerűbb magyarázatot ad: Konrád korábban, a türoszi kikötőben lefoglalta az aszaszinok fejének, a Hegyek Vénjének egyik teherhajóját, és nem volt hajlandó jóvátételt fizetni.
Még a téli hónapok alatt Richárd megszállta és újból megerődítette a Szaladin által lerombolt Askalont. 1192 tavasza ismét a tárgyalások és csatározások jegyében telt. Május 22-én, ötnapi ádáz küzdelem után keresztény kézre került az egyiptomi határon álló Darum stratégiai fontosságú, megerődített városa. Richárd seregével újból megindult Jeruzsálem felé. Júniusban már látótávolságra voltak a várostól, de a vezérek közti széthúzás miatt ismét vissza kellett fordulniuk. Richárd és a haditanács nagyobb része Szaladin hatalmi bázisát, Egyiptomot akarta inkább megszállni, a francia kontingens vezére, III. Hugó burgundiai herceg viszont ragaszkodott Jeruzsálem elfoglalásához. A keresztes sereg két pártra szakadt, de döntő befolyása egyiknek sem volt. Richárd mérgében kijelentette, ő csak egyszerű lovagként hajlandó részt venni a Jeruzsálem elleni rohamban, vezérként nem. A parancsnoki kar egyetértésének hiányában a sereg újból visszavonult a tengerpartra.

### Szaladin kísérlete Jaffa visszafoglalására
1192 júliusában Szaladin meglepetésszerűen megrohanta és bevette Jaffát. Mivel az akkói mészárlásra emlékező katonáinak nem tudott parancsolni, állítólag megüzente a fellegvárba visszahúzódott kereszteseknek, hogy ne adják meg magukat, míg vissza nem szerzi serege felett az uralmat.
Richárd már készült haza Angliába, amikor Jaffa elfoglalásának hírét vette. Mindössze 2000 emberével Jaffához hajózott, és a tenger felől intézett támadást. Katonái élén a vízben gázolva rohamozta meg az ajjúbidákat, és kiűzte őket a városból. A fellegvárból kiszabaduló védőkkel megerősödve fogadta Szaladin létszámfölényben levő seregének ellentámadását, amely hajnalban, rejtve indult meg, de a könnyű páncélzatú szaracénok hétszáz embert vesztettek a nagyszámú keresztény számszeríjász lövedékeinek záporában. Szaladin teljes kudarcot vallva kénytelen volt meghátrálni. A csata eredménye nagyban hozzájárult a partvidéki keresztes városok pozíciójának megerősödéséhez.
A jaffai vereség után Szaladin 1192. szeptember 2-án végre hajlandó volt három évre és nyolc hónapra szóló békeszerződést kötni Richárddal. A megállapodás előírta, hogy Jeruzsálem muszlim kézen marad, de a fegyvertelen keresztény zarándokok és kereskedők szabad bejárást kapnak. Askalont, amely Szaladin számára fontos összeköttetési pont volt Egyiptom és Szíria között, visszakapták a szaracénok, akik rögtön ismét lerombolták a védműveit. A keresztények kezén maradt Türosztól Jaffáig az egész tengerpartszakasz. Richárd 1192. október 9-én hazaindult a Szentföldről.

## Következmények és utójáték
Egyik fél sem lehetett teljesen elégedett az eredménnyel. Richárd győzelmei fontos tengerparti területektől fosztották meg a muszlimokat, és újra működőképes frank államot teremtettek Palesztinában, de a latin Nyugaton számos keresztény csalódásként élte meg, hogy végül úgy döntött, nem próbálkozik meg a legszentebb hely, Jeruzsálem visszafoglalásával. Az iszlám világban ugyancsak sokakat töltött el nyugtalansággal, hogy Szaladinnak nem sikerült kikergetnie a keresztényeket Szíriából és Palesztinából. A kereskedelem azonban tovább virágzott a Közel-Keleten és a mediterrán partvonal kikötővárosai között.
Szaladin tudós életrajzírója, Bahá ad-Dín ibn Saddád szerint Szaladin keserűséget érzett a keresztesek sikerei miatt. Így jegyezte le ura szavait:
„Félek békét kötni, mert bármi történhet velem. Ha meghalok, ellenségeink visszanyerik erejüket, előtörnek majd a területekről, amiket meghagytunk nekik, és visszaveszik azt, amit elhódítottunk tőlük. Te még látni fogod, amint ezek a fejedelmek újra megtelepszenek az erősségeikben. Ne haljak meg, míg a muszlimokat pusztulás fenyegeti!”
Borús jóslata tulajdonképpen bevált: a szentföldi keresztény államalakulat szűkösebb formában ugyan, de még száz évig fennmaradt.
1192 decemberében a hazafelé tartó Richárdot Bécsben letartóztatta és börtönbe vetette V. Lipót osztrák herceg, aki nem felejtette el neki az akkói megaláztatást. Később átadta foglyát VI. Henrik német-római császárnak, aki hatalmas váltságdíjat, 100 000 márkát kért érte. Richárd csak 1194-ben ért Angliába. 1199-ben, negyvenegy éves korában egy számszeríjlövedék végzett vele a franciaországi Châlus vára alatt.
Szaladint 1193-ban elvitte az epebaj. Örökösei összekaptak a birodalmán, amely darabokra hullott.
1197 őszén Champagne-i Henrik kiesett palotája ablakából, és szörnyethalt. Izabella királynőt negyedszer is férjhez adták, ezúttal Lusignan Imréhez, Guidó bátyjához, aki öccse halála után, 1196-ban Ciprus, e házassággal pedig egyben Jeruzsálem királya is lett. Izabella és Imre 1205-ben bekövetkezett halála után Izabella legidősebb lánya, Montferrati Mária lépett a jeruzsálemi trónra.
Richárd döntése, hogy nem tesz kísérletet Jeruzsálem visszafoglalására, 1202-ben a negyedik keresztes hadjárathoz vezetett, amelynek azonban Egyiptom meghódítása helyett csak annyira futotta az erejéből, hogy 1204-ben kifossza Konstantinápolyt.
A harmadik keresztes hadjáratot több korabeli vagy nem sokkal későbbi krónika örökítette meg, köztük az Itinerarium regis Ricardi, Türoszi Vilmos krónikájának különböző, részben talán Ernoul által írott „folytatásai”, Normandiai Ambrus L’Estoire de la guerre sainte-je, Howdeni Roger gesztája, Dicetói Ralf Ymagines historiaruma, valamint Walesi Gellért művei.

## Fordítás
- Ez a szócikk részben vagy egészben  a   Third Crusade című angol Wikipédia-szócikk ezen változatának fordításán alapul.  Az eredeti cikk szerkesztőit annak laptörténete sorolja fel. Ez a jelzés csupán a megfogalmazás eredetét és a szerzői jogokat jelzi, nem szolgál a cikkben szereplő információk forrásmegjelöléseként.